# 상한 갈대를 꺾지 마라
"상한 갈대를 꺾지 마라"는 1962년 공개된 대한민국의 영화이다.

## 배역
- 신영균
- 도금봉
- 황해
- 전향이
- 이빈화